# Khadja Nin
Khadja Nin (Burundi, 27 de junho de 1959) é uma cantora e musicista burindinense.